# ایزورامنتین
ایزورامنتین (به انگلیسی: Isorhamnetin) با فرمول شیمیایی C۱۶H۱۲O۷ یک ترکیب شیمیایی با شناسه پاب‌کم ۵۲۸۱۶۵۴ است. که جرم مولی آن ۳۱۶٫۲۶ g/mol می‌باشد. 